# موسى صبري
موسى صبرى كامل (7 نوفمبر 1925 - 8 يناير 1992) صحفي ورئيس تحرير مصري. 

## حياته
ولد عام 1925 بمحافظة أسيوط. التي حصل فيها على الشهادة التوجيهية ثم غادرها عام 1939، لينتقل للقاهرة للالتحاق بكلية الحقوق، حيث كان يدرس القانون إلا أنه كان مهتما بالصحافة، وفي بداية حياته الصحفية اعتُقل لمدة 9 أشهر بتهمة توزيع الكتاب الأسود الذي نشره مكرم عبيد الذي رضد فيه فساد الحكومة، وبعد خروجه عمل في مجلة بلادي سنة 1944 التي أصدرها محمود سمهان ثم سكرتير للتحرير في مجلة الأسبوع التي أصدرها جلال الدين الحمامصي. وعمل بعد ذلك مع محمد زكي عبد القادر في مجلته الفصول، ثم انتقل عام 1947 للعمل كمشرف على الصفحات الأدبية بصحيفة الأساس. ثم انتقل بعد ذلك للعمل بصحيفة الزمان التي كان يصدرها إدجار جلاد وعمل سكرتيرًا للتحرير في الوقت الذي كان فيه الحمامصي رئيسًا لتحريرها.

## مسيرته
في عام 1950 بدأ موسى صبري مشواره مع أخبار اليوم وعمل محررًا برلمانيًا، ثم اُختير نائبًا لرئيس تحرير صحيفة الأخبار ثم رئيسًا لتحرير مجلة الجيل، ثم رئيسًا لتحرير صحيفة الأخبار. انتقل للعمل فترة بصحيفة الجمهورية ثم عاد مرة أخرى رئيسًا لتحرير الأخبار. وفي عام 1974 عين نائبًا لدى رئيس مجلس إدارة أخبار اليوم ثم رئيسًا له عام 1975، وظل موسى صبري محتفظًا بمنصبه كرئيس لمجلس إدارة دار أخبار اليوم ورئيس لتحرير صحيفة الأخبار إلى أن حان موعد خروجه على المعاش في نهاية عام 1984 ليبداً في كتابة مذكراته التي دونها في كتاب باسم 50 عاما في قطار الصحافة. أعد خطبة الرئيس السادات أثناء زيارته للقدس (من مذكرات جيهان السادات أرملة الرئيس- قناة الجزيرة-)، كما كانت لموسى صبري علاقة وطيدة بمحمد أنور السادات، مما دفعه لكتابة مقالات عنه بلغ عددها 980 مقالة مابين 1970 و 1981. توفي في 8 يناير عام 1992، وله حوالي 24 مؤلفا سياسيا وأدبيا من أشهرها: «وثائق حرب أكتوبر» و«السادات الحقيقة والأسطورة» و«دموع صاحبة الجلالة» و«تعليق على اعترافات كسينجر».